# Equijubus normani
Equijubus normani è il nome dato a un dinosauro erbivoro descritto per la prima volta nel 2003, i cui resti sono stati scoperti in Cina in strati del Cretaceo.

## Antenato degli adrosauri
I resti fossili di questo animale comprendono gran parte dello scheletro postcranico e un cranio molto ben conservato, che permette di classificare questo animale tra i grandi erbivori noti come iguanodonti, che ebbero un grande successo nel corso di tutto il Cretaceo. In particolare Equijubus sembrerebbe essere stato un possibile antenato degli adrosauri, o dinosauri a becco d'anatra, una famiglia di iguanodonti dalle eccezionali specializzazioni craniche. Una descrizione completa di questo animale non è ancora stata fatta e la classificazione è ancora incerta.
Equijubus, in ogni caso, doveva essere un grande animale semibipede, erbivoro, lungo forse 9 metri, munito di un cranio corto e piuttosto alto. La sua scoperta, in terreni cinesi risalenti alla fine del Cretaceo inferiore (Albiano) rinforza la tesi secondo la quale gli adrosauri si originarono in Asia. Si dice che Equijubus potrebbe essere stato simile ad altri iguanodonti evoluti vissuti nello stesso luogo e più o meno nello stesso periodo, come Altirhinus e Jinzhousaurus.